# Ерик Корнел
Ерик Алин Корнел (енгл. Eric Allin Cornell; Пало Алто, 19. децембар 1961) је амерички физичар, који је 2001. године, заједно са Волфгангом Кетерлеом и Карлом Виманом, добио Нобелову награду за физику „за постизање Бозе-Ајнштајнове кондензације у разређеним гасовима алкалних атома, и за рана фундаментална истраживања особина кондензата”.